# Sforzinda

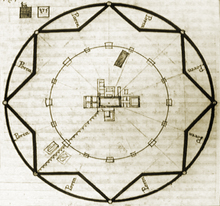
De ideale stad Sforzinda

Sforzinda is een ideale stad die wordt beschreven in 7 van de 25 boeken van het traktaat van de Italiaanse architect en beeldhouwer Filarete (1400 - 1469), genaamd Trattato di archittettura, en is vernoemd naar de familie Sforza, zijn opdrachtgever. Filaretes traktaat staat vol met zo’n metaforen, waarin hij zijn bouwheer prijst. Het is een zeer gedetailleerde verzameling van voorbereidingen, planning, bouw van stadsmuren en de centrale toren. Het plan is opgesteld uit 2 – ten opzichte van elkaar- geroteerde vierkanten, waardoor een stervorm ontstaat. Op de 8 hoeken van de ster ontwierp Filarete wachttorens, en op het centrale punt van de stad was ook een toren voorzien. Die stervorm is op zijn beurt ingeschreven in een cirkelvormige gracht. Die stervorm werd later nog veel gebruikt door andere schrijvers in hun militaire uiteenzettingen. Het is het eerste symmetrische stedenbouwkundig plan van de moderne tijd. Toch bleef de stad onuitgevoerd.